# Eeva-Kristiina Forsman
Eeva-Kristiina Forsman (née le 8 novembre 1931 à Helsinki et morte le 27 décembre 2013 dans la même ville) est une diplomate finlandaise.

## Biographie
Elle est ambassadrice pour le ministère des Affaires étrangères depuis 1956. 
Elle est nommée ambassadrice à Belgrade en 1975-1980, à Athènes en 1976-1977, puis ambassadrice à Vienne, Rome 1985-1990 et à Madrid de 1990 à 1996. 
Elle a pris sa retraite en 1996,.